# Potentilla pyrenaica
Potentilla pyrenaica är en rosväxtart som beskrevs av Louis François Ramond de Carbonnière och Dc.. Potentilla pyrenaica ingår i Fingerörtssläktet som ingår i familjen rosväxter. Inga underarter finns listade i Catalogue of Life.

## Bildgalleri

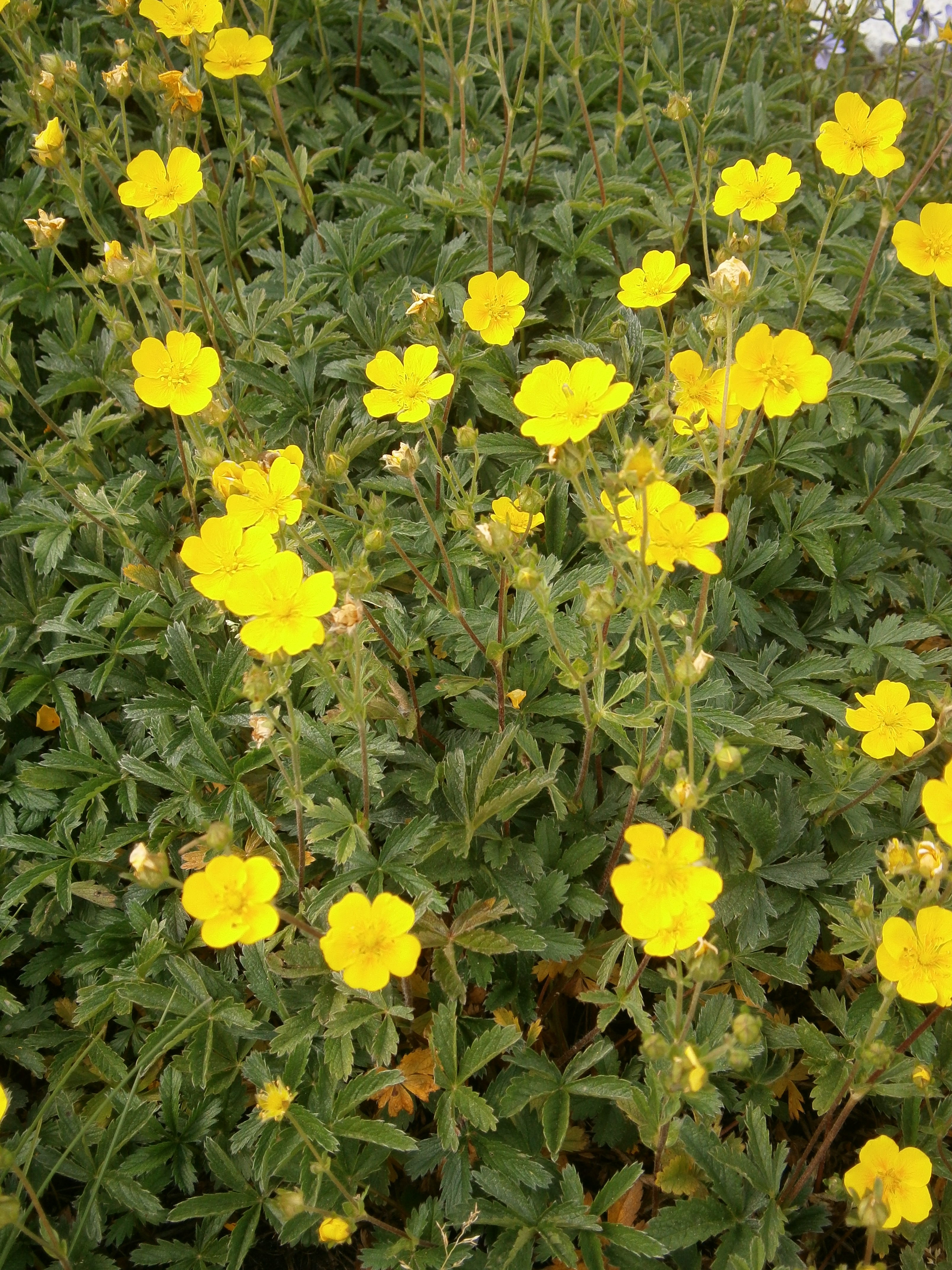
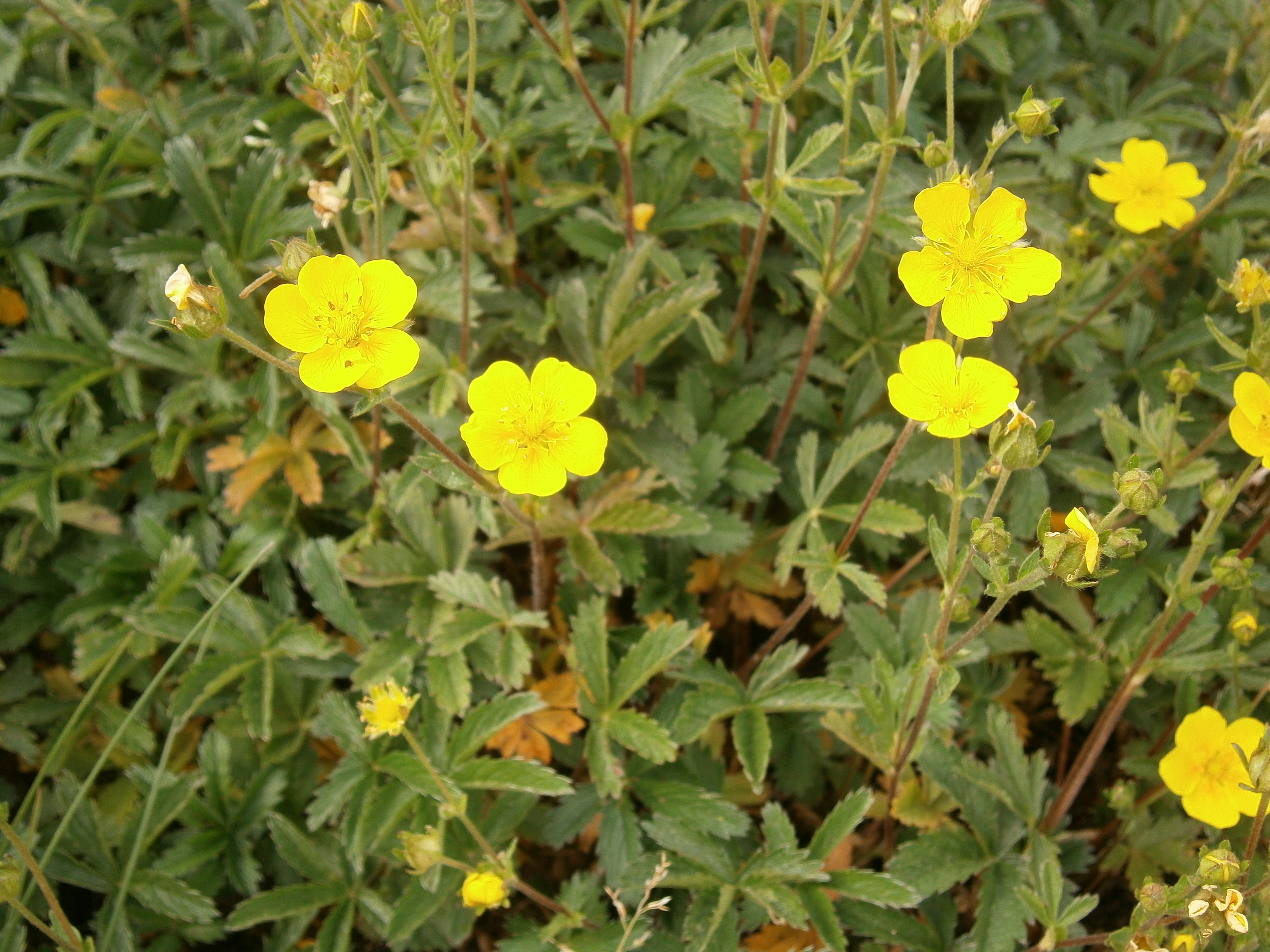